# Герб Иркутска
Герб Ирку́тска наряду с флагом и гимном является официальным символом города Иркутска.
Решением городской Думы № 165-гД 27 февраля 1996 года «О символике города Иркутска» был восстановлен исторический герб Иркутска 1790 года. После консультаций с государственной герольдией в описание герба Решением № 3-29гД (2) от 31 октября 1996 года были внесены изменения.

## Описание и обоснование символики
Геральдическое описание (блазон) гласит:
в серебряном поле на зеленой земле бегущего бабра настороже, несущего в зубах червленого (красного) соболя: оба зверя повернуты влево
Бабр упоминается на печатях Иркутского острога начиная с конца XVII в. В те времена бабром в Сибири называли тигра. Но изготовители печатей в центральной части России имели весьма смутное представление о тигре и изображали его по-разному, некоторым вместо бабра вообще виделся бобр. Из-за этой неразберихи в итоге в иркутском гербе вместо тигра стал изображаться мифический зверь с кошачьей головой, перепончатыми лапами и пышным хвостом.

### Центральный символ

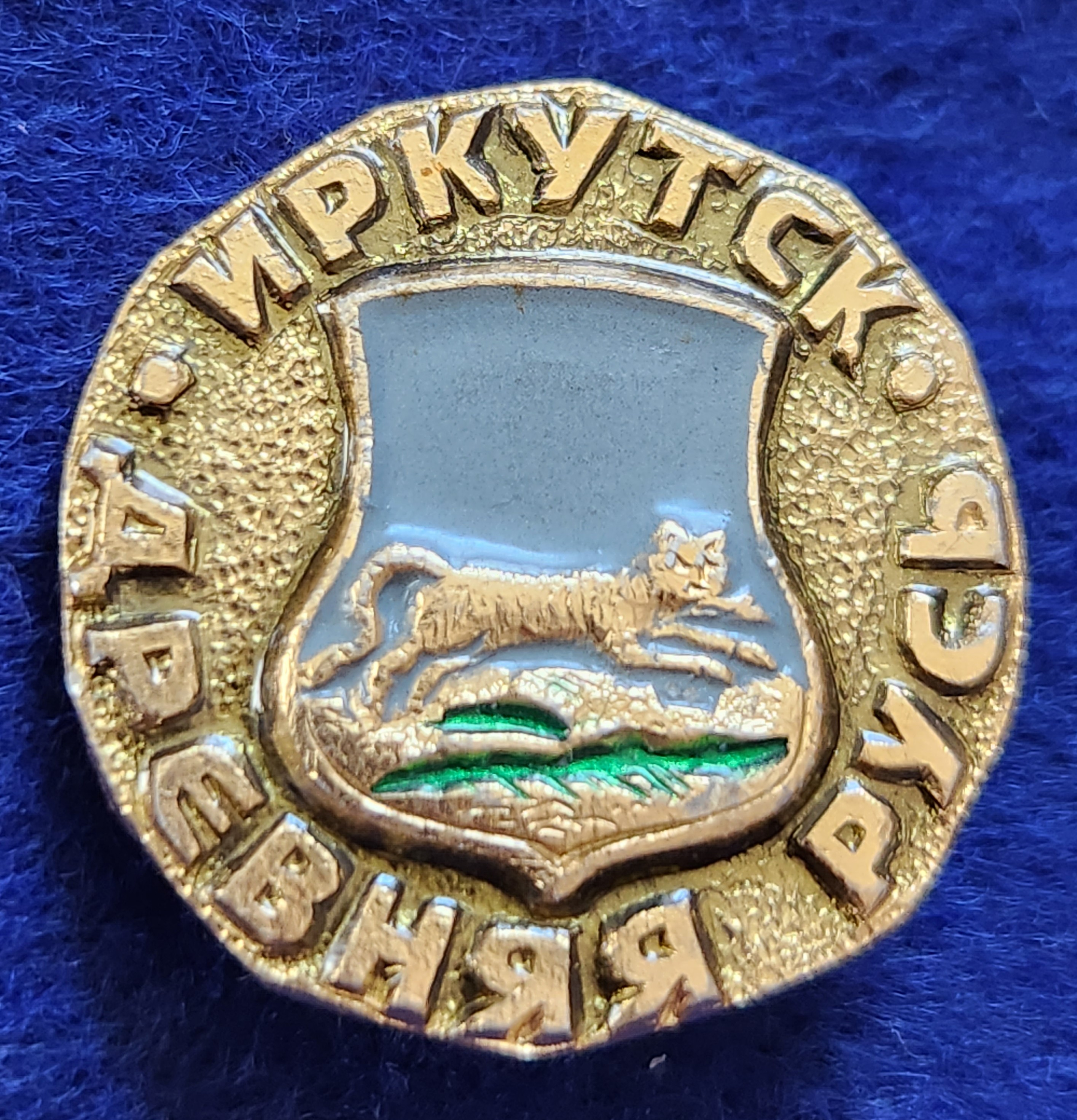
Иркутск герб значок серии Древняя Русь

Согласно «Толковому словарю живого великорусского языка» В. И. Даля «бабр — сибирский зверь, равняющийся по лютости и силе льву; тигр, полосатый, королевский, царский тигр […] (лат. Felis Tigris); он изредка появляется в Южной Сибири…». Словарь русского языка XI—XVII веков даёт следующее описание бабра: «Зверь бабр величеством болши лва, а шерстью глиннаст, а шерсть ниска, а по нём полосы черны поперёг, а губа что у кота и прыск котовий, а сам черевист, ноги коротки, а длиною долог, а голосом велик и страшен, почти что у лва». Подобное описание бабра встречается и в «Описании Иркутского наместничества 1792 года»:
Бабр находится по Иркутской области из всех в Сибири зверей реже и превосходит своей крепостию и храбростию. Он имеет по бело-желтоватой шерсти черноватые поперечные полосы, неправильно расположенные; ростом не превосходит большого волка. Все звери ужасаются и не переходят след его; сколько же он не жесток и сердит, но здешние братские изредка убивают. Барс бабру хотя подобен, но не столько могуществен и имеет желтоватую шерсть и по ней чёрные пятна

## История

### Возникновение

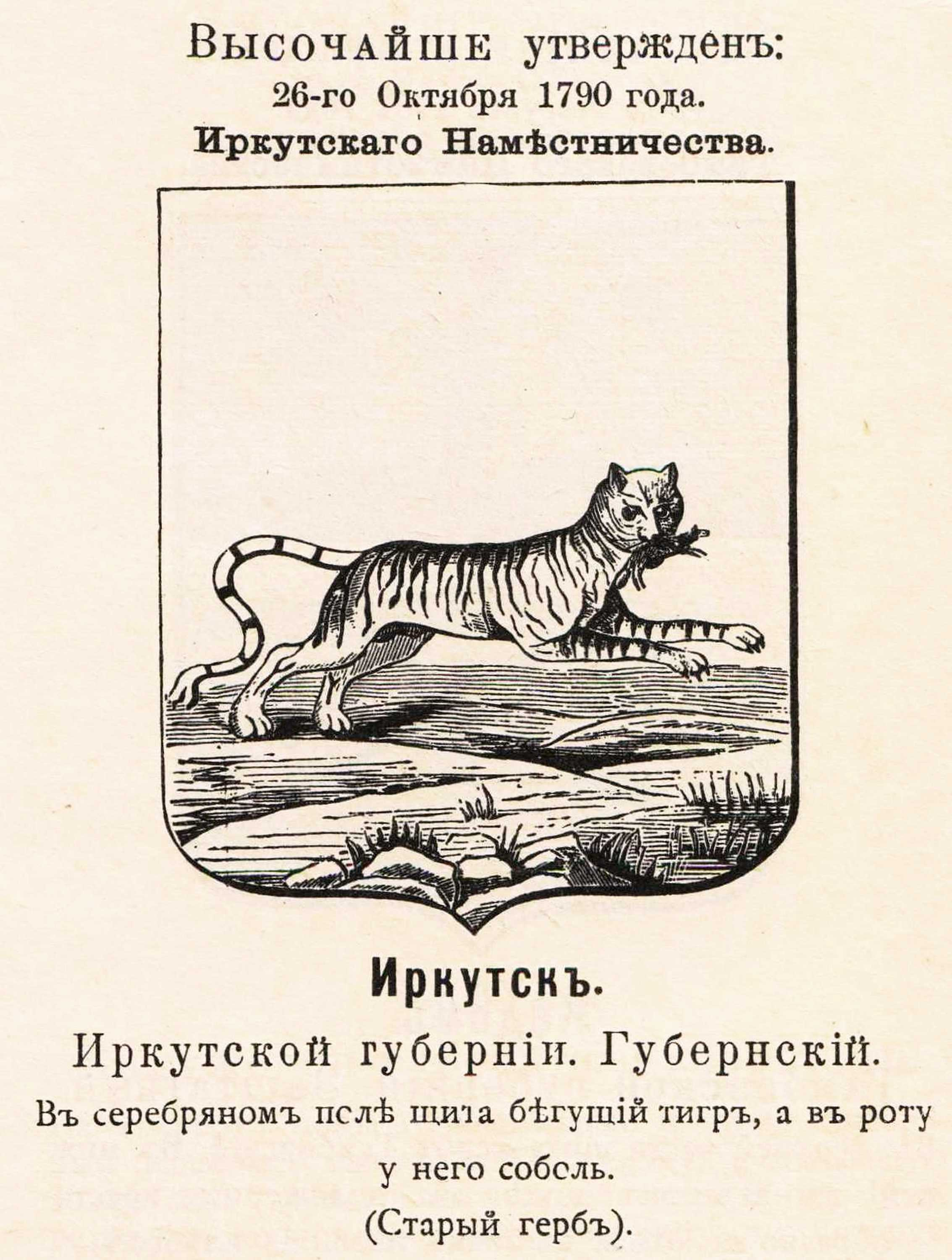
Герб Иркутска 1790 г. с официальным описанием в гербовнике Винклера

Мотивы, послужившие основой современного герба Иркутска, можно проследить по сибирским печатям XVII века. Недавно присоединённая к России, Сибирь более других богатств славилась изобилием пушных зверей. Поэтому герб Сибирского царства представлял собой двух соболей, держащих в лапах корону.

В 1642 году, когда Иркутска ещё не существовало, рисунок, описываемый как «барс изымет соболя» (то есть «барс изловил соболя»), появился на печати Якутской таможни. Это изображение перешло затем в печать и герб Иркутска, который в 1680-х годах стал центром воеводства и приобрел более важное значение, чем Якутск. 18 февраля 1690 года Иркутску были пожалованы печать и герб. Герб представлял собой 
в серебряном поле бабра, бегущего по зелёной траве в левую сторону щита и имеющего в челюстях своих соболя
Бабр, то есть тигр, встречался иногда в Забайкалье, которое в XVIII веке входило в Иркутское наместничество, а иногда и западнее Байкала. Таким образом, в гербе Иркутска были изображены самый необычный зверь для европейской России и соболь, дававший самый ценный мех. Рисунок этот находится на городских печатях Иркутска 1711 и 1743 годов.
21 апреля 1785 году российским городам была дана жалованная грамота императрицы Екатерины II. 28-я статья этой грамоты предписывала каждому «городу иметь герб, утверждённый рукою губернаторского величества, и оный герб, употреблять во всех городовых делах». 26 октября 1790 года Екатерина II утвердила гербы городов Иркутского наместничества и герб Иркутска. «Полный свод законов Российской империи» даёт гербу следующее описание:
В серебряном поле щита бегущий тигр, а в роту у него соболь. Сей герб старый
Старыми назывались «гербы, кои уже были прежде», которые герольдмейстерская контора собрала воедино. «Старые» легко узнать по отсутствию в них герба наместнического города. В большинстве других гербов городов иркутского наместничества фигура бабра-тигра обязательно входила составной частью и занимала верхнюю половину геральдического щита. Ценность первого иркутского герба, как «старого», значительно повышалась, он фактически был переутверждён.

### Герб 1878 года

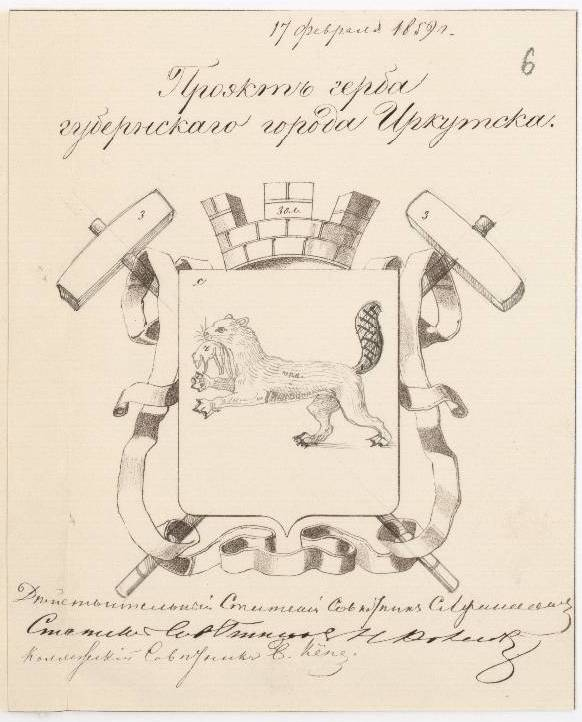
Проект герба Иркутска 1859 г.

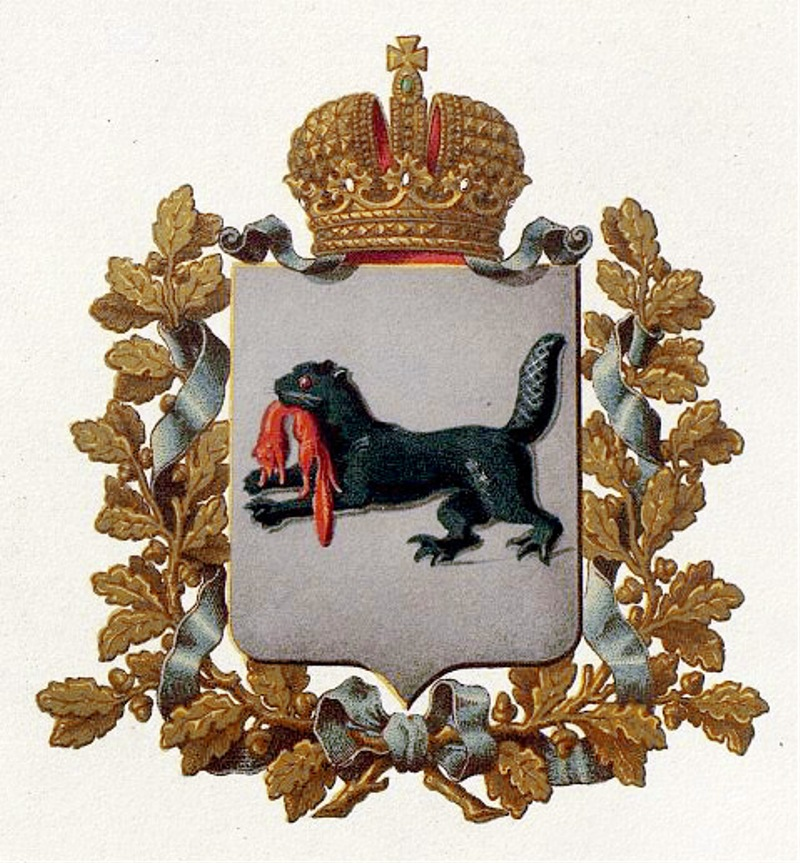
Герб Иркутской губернии 1878 г.

В 1859 году бароном Б. В. Кёне, стоявшим во главе Департамента герольдии, была начата масштабная реформа российской геральдики и вексиллологии. Хотя реформа была призвана ликвидировать застарелые ошибки, она вызвала и новые. К числу наиболее известных ошибок относится переименование иркутского бабра в бобра.
Указом от 5 июля 1878 года, согласно проектам Гербового отделения, Сенат ввёл в действие 46 гербов губерний и областей, которые были опубликованы в 1880 году в виде отдельного сборника «Гербы губерний и областей Российской империи», в котором герб Иркутской губернии описывался следующим образом:
В серебряном щите чёрный бегущий бобр с червлёными глазами, держащий во рту червлёного соболя
Тигру на гербе пририсовали большой бобровый хвост и перепончатые задние лапы, создав некое новое, мифическое животное.
Реформа Кене привнесла в русскую геральдику правила украшения гербов. Помимо бобра, иркутский герб получил дополнение в виде золотых дубовых листьев, соединённых Андреевской лентой, и был увенчан короной.
Именно в таком виде герб употреблялся как символ губернии и города, а позднее и области. Известны дооктябрьские открытки Иркутска с этим гербом, его изображение на пьедестале памятника императору Александру III, на страницах газеты «Иркутские губернские ведомости» (1916), на знамени Иркутского страхового пожарного общества (1909).

### Современный герб
После Октябрьской социалистической революции из герба Иркутска были удалены корона, Андреевская лента и дубовые листья. Тем не менее, сам герб многократно воспроизводился на открытках, на радиолах, выпускавшихся Иркутским радиозаводом, в книгах о современности и прошлом области, во время праздничных и спортивных мероприятий, а в 1960—1980 годах — на откосе холма, возвышающегося над Ангарой, между железнодорожным вокзалом и мостом.
В 1997 году Государственной Герольдией при Президенте России были утверждены гербы Иркутской области и города Иркутска. Герб области практически не отличается от прежнего губернского герба, убрано лишь его обрамление — корона и дубовые листья с Андреевской лентой. Что же касается герба Иркутска, то Герольдия не вполне согласилась с предложением городской Думы. Облик бобра по просьбе городской Думы изменён и напоминает зверя из губернского герба. Таким образом, упоминание бобра покинуло герб Иркутска. Однако само изображение, являющееся уникальным и своеобразной достопримечательностью городской символики, изменено не было, и у бабра остался бобровый хвост.